# Stolzenhagen (Wandlitz)
Stolzenhagen ist ein Ortsteil der Gemeinde Wandlitz. Die Gemeinde gehört zum Landkreis Barnim im Bundesland Brandenburg. Bis zum Jahr 2003 war Stolzenhagen eine selbstständige Gemeinde innerhalb des Amtes Wandlitz. Im Wandlitzer Ortsteil Stolzenhagen leben auf 14,6 km² 1776 Einwohner. Dies entspricht einer Bevölkerungsdichte von 121,6 Einwohnern je km².

## Geografie

### Geografische Lage
Stolzenhagen befindet sich auf dem westlichen Teil der Barnim-Hochfläche, dem sogenannten Niederbarnim. Die alte Ortsmitte am Anger mit der Kirche befindet sich etwa 29 Kilometer nördlich des Stadtzentrums von Berlin. Höchster Punkt des Ortes mit 54,5 Meter über Normalhöhennull (NHN) ist eine Anhöhe nahe der westlichen Wandlitzer Gemeindegrenze zum heutigen Oranienburger Stadtteil Zehlendorf. Der niedrigste Punkt mit 43,3 Meter über NHN liegt an einem Graben im nördlichen Bereich des Ortsgebietes. Die Höhe der Ortsmitte an der Kirche beträgt etwa 50 Meter über NHN.
Das Gebiet des Ortsteils Stolzenhagen umfasst eine Fläche von 1460 Hektar. Es schließt den Stolzenhagener See in der Mitte des Ortes sowie den Rahmersee am südwestlichen Ortsrand mit ein und grenzte im Südosten an das Westufer des Wandlitzer Sees. Der Wandlitzer See und der Rahmersee sind durch einen Graben miteinander verbunden, durch den der Wandlitzer- zum Rahmersee aufgrund eines leichten Gefälles entwässert. Der Ortsteil untergliedert sich in ein Wohngebiet um das Liebenwalder Ende, den historischen Dorfkern, die Kolonie Stolzenfels östlich der Stolzenhagener Heide, die Siedlungen West und Hildebrand südlich des Stolzenhagener Sees und ein kleines Wohnviertel am Nordufer des Rahmersees.

### Ortsgliederung und Nachbarorte
Stolzenhagen unterteilt sich in die Siedlungsbereiche Ortskern, Stolzenfels, Am Steinberg und West.
Stolzenhagen liegt an der westlichen Grenze der Großgemeinde Wandlitz wie auch des Landkreises Barnim. Angrenzende Gemeinden sind im Westen die Stadt Oranienburg mit den Stadtteilen der ehemals selbstständigen Orte Zehlendorf und Wensickendorf, im Norden die Stadt Liebenwalde mit dem Ort Kreuzbruch und im Süden, an der Ufergrenze des zu Stolzenhagen gehörenden Rahmersees, die Gemeinde Mühlenbecker Land mit dem Ortsteil Zühlsdorf. Die genannten Nachbargemeinden gehören sämtlich zum Landkreis Oberhavel. Innerhalb der Gemeinde Wandlitz grenzt Stolzenhagen an die Ortsteile Klosterfelde im Nordosten und Wandlitz im Osten und Südosten.

## Geschichte

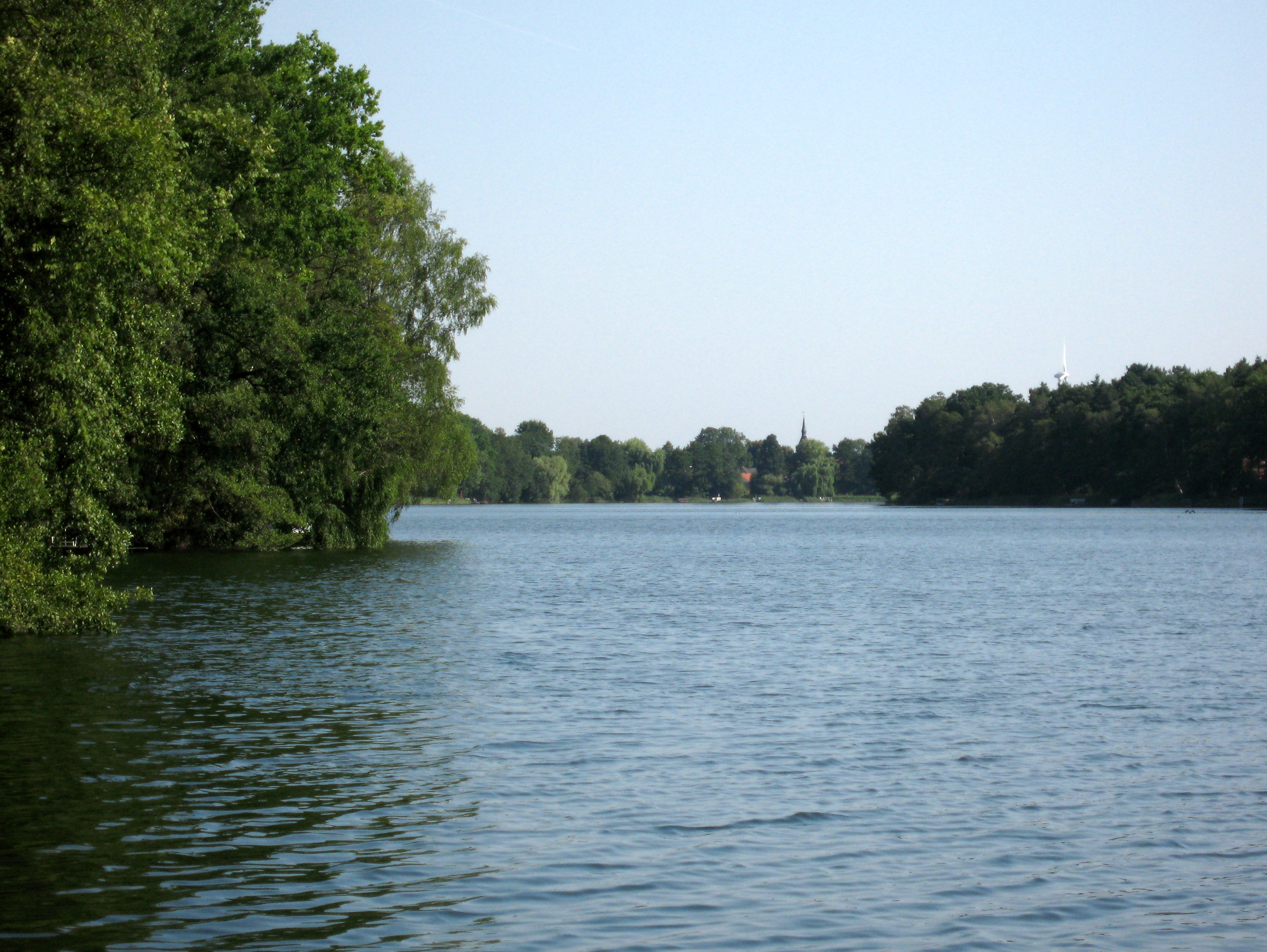
Stolzenhagener See

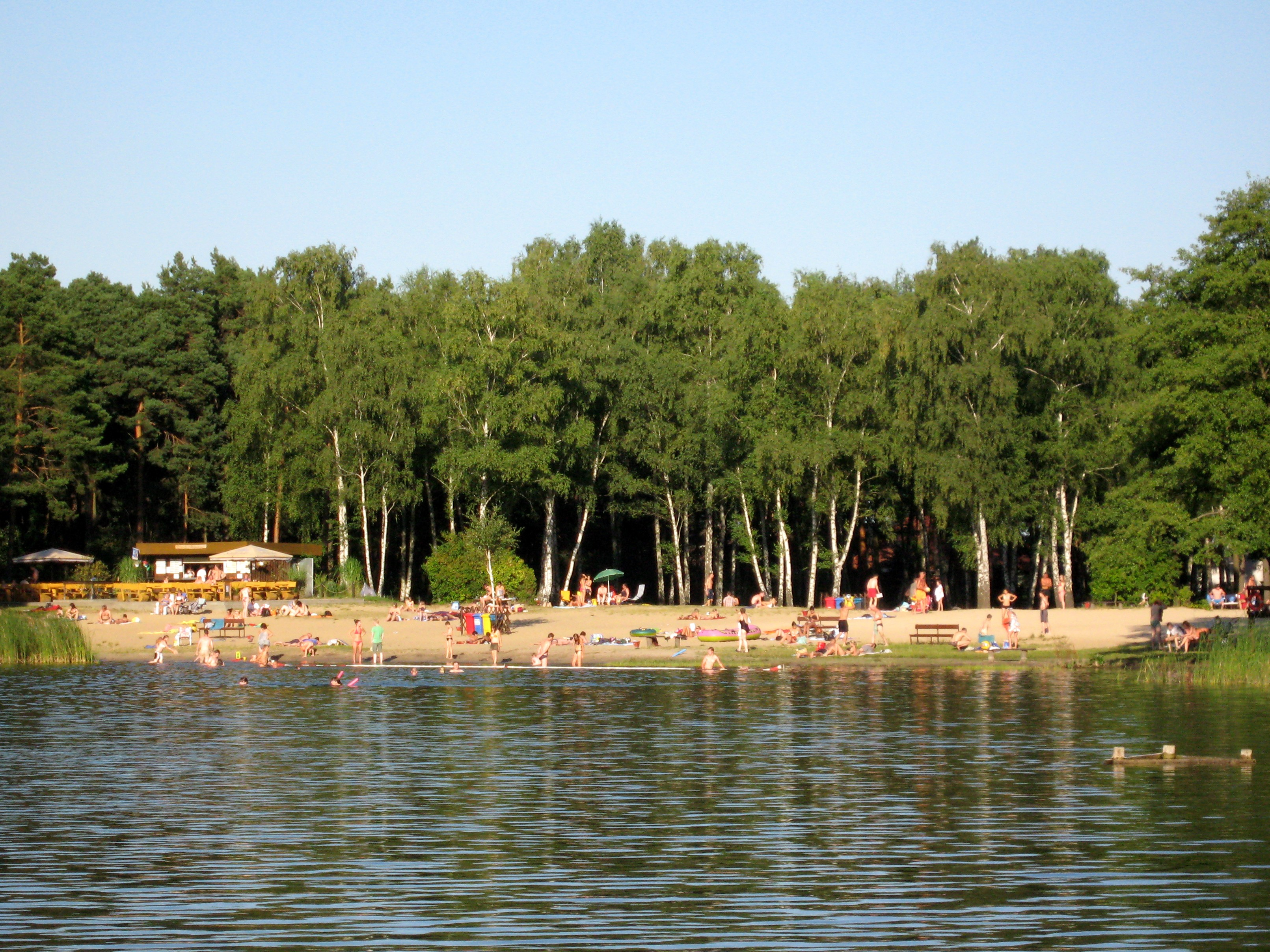
Strandbad

Der im Jahr 1242 erstmals urkundlich erwähnte Ort war bis 1542 im Besitz des Klosters Lehnin in der Zauche. Mit der Säkularisation des Klosters in diesem Jahr fiel Stolzenhagen unter dem Kurfürsten Joachim II. an den Staat und wurde dem Amt Mühlenbeck unterstellt. Für das Jahr 1624 wird eine Einwohnerzahl von 163 Personen angegeben. Infolge des Dreißigjährigen Krieges und einer Pest-Epidemie von 1635 bis 1638 sank die Bevölkerung des Dorfes bis 1652 auf 13 Bauernfamilien. Während der napoleonischen Besatzung ermöglichte es den Bauern ein Edikt vom 9. Oktober 1807, die von ihnen bewirtschafteten Ländereien käuflich zu erwerben.
Im Jahr 1890 vernichtete ein Großbrand die spätmittelalterliche Kirche des Dorfes und angrenzende Bauernhöfe. Die Kirche wurde danach in neuromanischem Stil auf den alten Fundamenten wieder errichtet. Noch vor dem Ersten Weltkrieg entstanden auf dem Gemeindegebiet von Stolzenhagen erste Siedlungen abseits des Dorfes, so ab 1905 die Kolonie West an der Grenze zu Wensickendorf und ab 1907 am Rahmersee. Ebenfalls noch vor dem Krieg entstehen erste Gebäude in der Kolonie Hildebrand südlich des Hauptdorfes am Wandlitzer See.
In den 1920er-Jahren wurden weite Flächen in Richtung Wandlitz als Bauflächen ausgewiesen, hier entwickelten sich die Siedlungen West und Stolzenfels. Die Bevölkerung Stolzenhagens stieg bis 1930 auf 668 Einwohner an. Doch erst nach dem Zweiten Weltkrieg und der Gründung der DDR änderte sich mit der Zusammenlegung der landwirtschaftlichen Betriebe zu Landwirtschaftlichen Produktionsgenossenschaften (LPG) der bäuerliche Charakter des Ortes. Die LPG Stolzenhagen betrieb auf 52 Hektar Nutzfläche vor allem Viehhaltung.
Durch die Nähe zur Großstadt Berlin entstanden in den 1970er und 1980er Jahren rund um den Stolzenhagener See und am Wandlitzer See viele Bungalows auf Flächen, die als Wochenendgrundstücke genutzt wurden. Am Südende des 44 Hektar großen und bis zu 13 Meter tiefen Stolzenhagener Sees wurde ein Campingplatz angelegt, der seit den 1990er Jahren nicht mehr besteht. Das dortige Strandbad ist indes weiterhin in Betrieb.
Nach Auflösung der Bezirke der DDR und Neugründung des Landes Brandenburg am 3. Oktober 1990 war Stolzenhagen eine selbstständige Gemeinde im Kreis Bernau. Die Verwaltungsaufgaben nahm ab dem 1. Juli 1992 das Amt Wandlitz innerhalb des Landkreises Barnim wahr. Mit der Umwandlung des Amtes zur Gemeinde Wandlitz durch Landesgesetz zum 26. Oktober 2003 verlor der Ort Stolzenhagen seine Selbstständigkeit. Die ehemalige Gemeinde ist seitdem Ortsteil der Großgemeinde Wandlitz. Eine Verfassungsbeschwerde aller amtsangehörigen Gemeinden gegen die kommunale Neugliederung vor dem Verfassungsgericht des Landes Brandenburg wurde am 16. Juni 2005 zurückgewiesen.
Die Gemeindeverwaltung beschloss im Mai 2009 den Bau einer neuen Wohnsiedlung in der Kolonie Stolzenfels (Am Waldmeisterweg) mit „erhöhtem Grünflächenanteil“. Sie soll einerseits die Einwohnerzahlen von Stolzenhagen stabilisieren, andererseits auch komfortablen Wohnraum unter Berücksichtigung der Naturschutzbelange bieten.
| Jahr      | 1624 | 1652   | 1930 | 1939 | 1990 | 1992 | 1994 | 1996  | 1998  | 2000  | 2001  | 2002  | 2003  | 2004  | 2005  | 2006  | 2007  | 2008  | 2009  | 2010  | 2011  | 2012  |
| --------- | ---- | ------ | ---- | ---- | ---- | ---- | ---- | ----- | ----- | ----- | ----- | ----- | ----- | ----- | ----- | ----- | ----- | ----- | ----- | ----- | ----- | ----- |
| Einwohner | 163  | ca. 50 | 668  | 900  | 826  | 838  | 922  | 1.010 | 1.117 | 1.276 | 1.326 | 1.407 | 1.454 | 1.509 | 1.573 | 1.600 | 1.619 | 1.662 | 1.695 | 1.712 | 1.749 | 1.770 |

## Politik

### Ortsbeirat
| Partei / Wahlbewerber | Stimmenanteil (Prozent) | Sitze |
| --------------------- | ----------------------- | ----- |
| UWG                   | 23,0                    | 1     |
| CDU                   | 21,5                    | 1     |
| FST                   | 17,4                    | 1     |
| AfD                   | 13,7                    | 1     |
| Die Linke             | 12,1                    | 1     |

Am 26. Mai 2019 fanden die bisher letzten Kommunalwahlen statt. Die Wahlbeteiligung betrug 69,0 Prozent der wahlberechtigten Einwohner. Der Ortsbeirat besteht aus neun Personen. Die Tabelle zeigt die Ergebnisse dieser Wahl.
Der Ortsbeirat hat beratende Funktion für die Gemeindevertretung von Wandlitz bezüglich der Entscheidungen des Gremiums, die auch den Ortsteil Stolzenhagen betreffen. Einige der Vertreter des Ortsbeirates sind gleichzeitig Gemeindevertreter.

### Ortsvorsteher
Das frühere Amt des Bürgermeisters wird seit der Fusion mit Wandlitz von einem Ortsvorsteher, zunächst auch Ortsteilbürgermeister genannt, wahrgenommen. Vom 23. Februar 2009 bis zum 25. Mai 2014 übte Michael Gabbert dieses Ehrenamt aus. Der Gemeinderat bestätigte nach der Wahl im Jahr 2014 Dirk Hampel im Amt des Ortsvorstehers, der im Gemeindezentrum in der Dorfstraße 31 jeden zweiten Mittwoch von 17 bis 18 Uhr Bürgersprechstunden abhielt. Im Jahr 2018 gab es einen Amtswechsel, seitdem führt Jürgen Krajewski den Ortsbeirat.

### Ortspartnerschaften
Stolzenhagen unterhält keine eigene Orts- oder Städtepartnerschaft. Seit der Bildung der Großgemeinde Wandlitz wurden die vom Ort(steil) Wandlitz Ende der 1990er Jahre abgeschlossenen Partnerschaftsvereinbarungen mit Gladbeck, Trzebiatów (Polen) und La Ferrière (Vendée) (Frankreich) auf das gesamte Gemeindegebiet ausgedehnt.

## Kultur und Sehenswürdigkeiten

### Evangelische Kirche Stolzenhagen

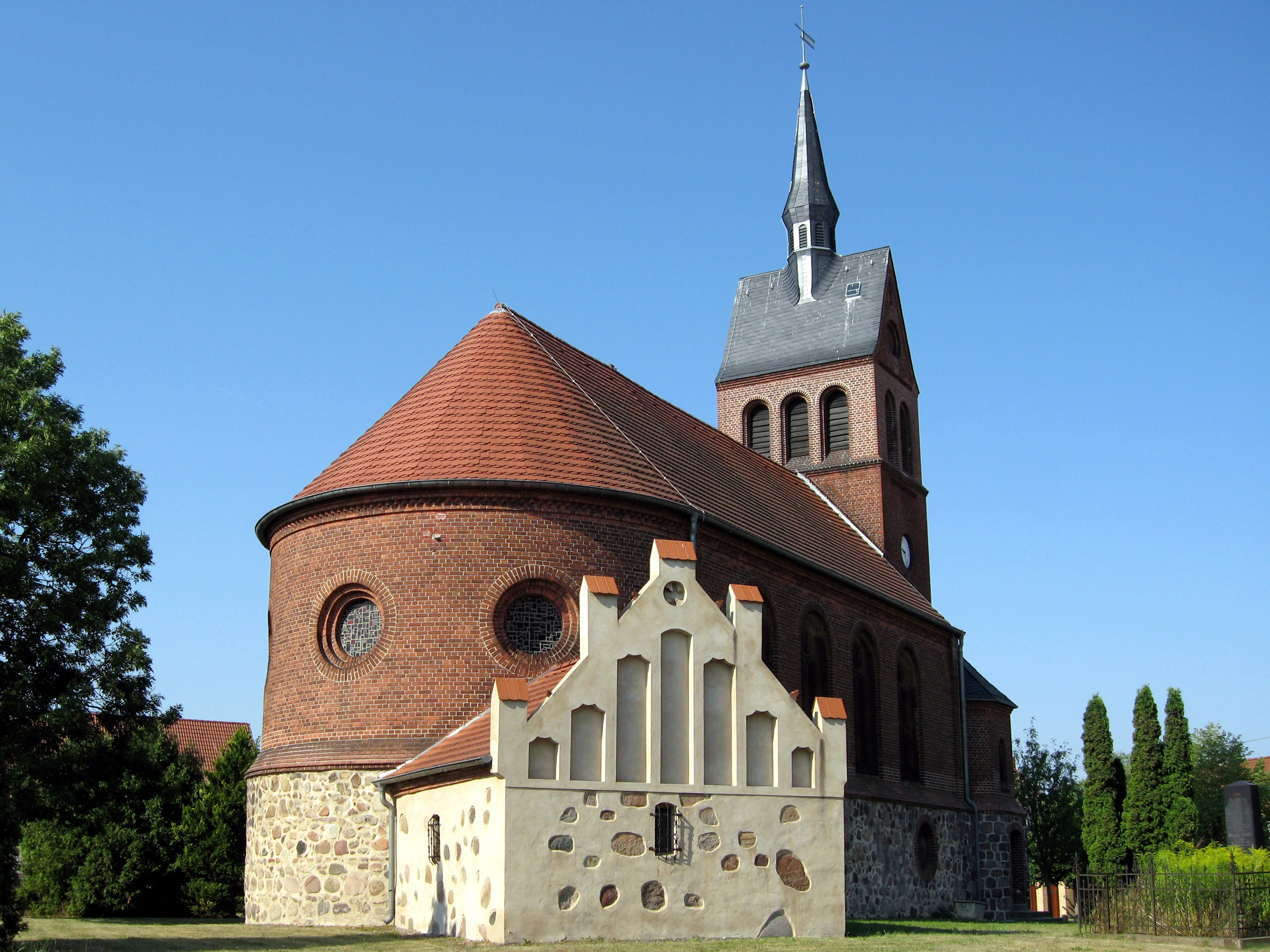
Dorfkirche mit Sakristei

Die Stolzenhagener Dorfkirche ist ein neuromanischer Backsteinbau auf einem spätmittelalterlichen Feldsteinsockel. Sie wurde ab 1890 neu errichtet, nachdem ein Großbrand die alte Kirche und umliegende Bauernhöfe zerstört hatte. Vom Vorgängerbau blieb die Sakristei in spätgotischer Bauweise an der Nordseite der Kirche mit Blendengiebel und Sterngewölbe erhalten. Die Bauzeit der durch den Brand zerstörten Kirche, die dem Typ der Chorkirchen zugerechnet wurde, wird auf das späte 15. oder beginnende 16. Jahrhundert geschätzt.
Zur Innenausstattung des mit einer Balken-/Bretterdecke und einer Westempore versehenen Kirchenraumes gehören seit 1992 eine hölzerne, gefasste Barock-Kanzel, die um 1750 entstand und aus der Kirche in Sydow stammt, sowie ein im Jahr 1839 gearbeitetes sechsseitiges Taufbecken im Stil der Neugotik aus Holz. Das Gotteshaus konnte 2007 mit finanzieller Unterstützung zahlreicher Spender und mit einem Zuschuss aus der Gemeindekasse einen neuen Dachreiter erhalten, womit der Kirchturm sein historisches Aussehen zurückerhielt.

### Weitere Bauwerke
Im Ortsteil gab es lange Jahre das Café am Steinberg. Nun kümmert sich der Ortsbeirat um eine Nachnutzung des derzeit (Stand Februar 2025) leer stehendes Bauwerks. es soll ein „familienfreundliches, umweltverträgliches Café mit ganzjährigem Angebot“ werden.

### Gesangsverein
Im Jahr 1987 hatten sich zwanzig Amateursänger zusammengefunden, um eine Feier zum 85-jährigen Bestehen der Freiwilligen Feuerwehr musikalisch zu umrahmen. Die Einwohnerin Gudrun Stange gründete danach wegen des allgemeinen Interesses den Chor Stolzenhagener Sänger, der sogar bald den Ehrentitel Hervorragendes Volkskunst-Kollektiv erhielt. Der Laienchor konnte sich in den folgenden Jahren weiter etablieren, erhielt sogar Auftrittsangebote aus dem Ausland und hatte im Jahr 2010 34 Mitglieder. In diesem Jahr lag die organisatorische Leitung bei der Wandlitzerin Gerlinde Evers, um die musikalischen Belange kümmerte sich seit 1996 der Dirigent Josef Lang. 2011 ging die Leitung des Vereins auf die Wandlitzerin Brigitte Saalmann über. Josef Lang übergab im Dezember 2012 die musikalische Leitung an den Wandlitzer Torsten Saalmann. Zum Repertoire gehören Volkslieder, Gedichte, Kurzgeschichten.
Im August 2011 präsentierten die Sängerinnen und Sänger ein neu gedichtetes und komponiertes Heimatlied: Mein Stolzenhagen.

### Weitere Vereine und Veranstaltungen in Stolzenhagen
In verschiedenen Informationsmaterialien werden – außer dem bereits dargestellten Volkschor – insgesamt folgende Vereine genannt: ein Angelverein, der Förderverein Freiwillige Feuerwehr Stolzenhagen e. V. der Schützenbund , der Bürgerverein „Pro Stolzenhagen“ sowie der Reit- und Fahrverein. Um das Jahr 2017 neu hinzugekommen ist der Verein der Stolzenhagener Boulisten.
Seit dem Jahr 2009 lockt ein Fun-Drachenbootrennen zahlreiche Zuschauer im Juni in den kleinen Wandlitzer Ortsteil. Außerdem gibt es das Kirchturmfest.

## Persönlichkeiten

### Söhne und Töchter des Ortes
- Hans Karl Meyer (1898–1989), Marineoffizier

### Mit Stolzenhagen verbundene Persönlichkeiten
- Günter Kempe (1920–1996), Mediziner, Leiter des Zentralen Medizinischen Dienstes des Ministeriums für Staatssicherheit der DDR, lebte in Stolzenhagen
- Friedrich Wolff (1922–2024), Jurist, lebte in Stolzenhagen
- Ronny Maraun (1928–2017), Radrennfahrer, lebte in Stolzenhagen
- Siegfried Matthus (1934–2021), Komponist, lebte in Stolzenhagen
- Aurora Lacasa (* 1947), Sängerin, lebt in Stolzenhagen
- Klaus-Jürgen Grünke (* 1951), Radrennfahrer, Weltmeister und Olympiasieger 1976
- Uwe Hartig (* 1966), Polizist und Krimiautor[16]
- Sven van Thom (* 1977), Popmusiker, in Stolzenhagen aufgewachsen